# 강제 불임화

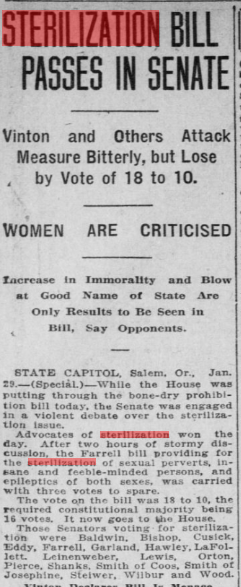

강제 불임화(强制不妊化, compulsory sterilization)은 강제적인 정관이나 난관의 절제수술 등에 의해 생식 능력을 없애는 수술로, 우생학적인 목적, 인구 제한을 위한 목적으로 한다. 19세기의 우생학이나 민족위생학의 발전으로 미국, 독일, 일본 등에서 법제화되었다. 현재 많은 나라에서 본인이나 배우자의 동의 없이 불임을 강제하는 것은 금지됐다. 강제 불임화와 관련된 법은 단종법(斷種法)으로 부른다.

## 우생학 민족위생학
19세기에서 20세기에 걸쳐 단종은 우생학에 의해 세계적으로 행하였으며, 1892년에는 스위스에서 민족위생학의 관점에서 정신장애 여성에게 단종수술이, 1897년에는 독일에서 유전병 여성의 단종수술(난관절제)이 행하여졌다.
1920년에는 형법학자 카를 빈딩과 정신과의 알프레트 보헤가 "살 가치가 없는 생명의 근절의 허용"을 발의해 불치의 자가 죽음으로의 의사를 표명한 경우나 빈사의 중상을 입은 의식이 없는 환자는 안락사가 인정되어야 하고 의사표명을 할 수 없는 "불치의 치매자"에 대해서는 "그들의 생명 자체가 무목적으로 가족에게도 사회에게도 무겁기 때문에" 가족이나 후견인이 신청하는 의사와 법률가로부터 인정된다면 살해를 가능케 했다.
1923년에는 유전학자 에르빈 바우어, 오이겐 피셔, 프리츠 렌츠(Fritz Lenz) 공저 "인류유전학과 민족위생학 개설"에서 열등한 유전자의 배제가 민족위생에 있어 최선이라며 렌츠는 장애인의 "번식"은 안락사보다 단종으로 예방할 수 있다며 히틀러나 나치에 영향을 주고 "나치 우생학의 바이블"로 불렸다. 렌츠는 1931년 "인종위생학에 대한 국민사회주의의 입장"에서 "나치는 인종위생학을 그 강령의 핵심 요구로 대표하는 최초의 정당"이라고 칭찬했다.

## 나라별 강제 불임화

### 미국
강제 불임화의 합법화는 미국이 최초였으며, 1907년 이후 각 주에서 단종법이 제정되었다.

### 독일
세계공황에 의한 독일의 경제악화 결과, 복지삭감을 배경으로 1932년 프로이센 단종법이 제출되었지만, 히틀러 내각 성립이후 폐기되었다. 이후 유전병 자손 예방법(Gesetz zur Verhütung erbkranken Nachwuchses)으로 성립되어 강제 불임화가 시행되었다.
단종 대상자는 유전병자와 중증의 알코올 중독자였다. 유전병이란 아래와 같다.
1. 선천성 정신박약
2. 정신분열병
3. 조울병
4. 유전성 간질
5. 유전성 무도병(헌팅턴병)
6. 유전성 전맹
7. 유전성 농아
8. 중도의 유전성 신체기형

### 한국

#### 일제 강점기
한국에서의 강제 불임화는 일제강점기에 관련 사례가 있다.
1935년 여수에서 한센인에 대한 단종이 시작되었으며, 이것은 한국 국내에서 한센인을 대상으로 한 강제 불임화의 시작이었다. 1936년 소록도의 소록도갱생원에서는 부부동거의 조건으로 단종수술이 이루어졌는데, 이를 거부할 경우 폭행과 협박, 감금이 뒤따랐으며, 소록도 이외의 각 지역의 한센인 요양소 및 정착촌도 비슷했다.
일제 강점기 시기에 이루어진 강제 불임화는 법률적 근거 없이 이루어진 것으로, 일본 제국으로부터 해방되고, 한반도의 분단이 시작된 1945년 이후에도 이루어졌다.

#### 대한민국

##### 장애인 대상 강제 불임화
대한민국에서는 1973년 모자보건법이 제정되면서, 강제 불임화의 근거 규정이 제정되었다. 의사는 유전 또는 전염방지를 위해 불임수술이 필요하다고 인정할 때 보건사회부에 불임수술 대상자 발견을 보고해야 하며, 이 결과로 보건사회부의 명령이 있어야 강제 불임수술을 시행할 수 있도록 하는 것이 해당 규정의 내용이었다. 당시 불임수술의 대상자는 인공임신중절수술이 허용되는 우생학적 또는 유전학적 정신장애나 신체질환과 동일하였으며, 아래와 같다.
1. 유전성 정신분열증
2. 유전성 조울증
3. 유전성 간질증
4. 유전성 정신박약
5. 유전성 운동신경원 질환
6. 혈우병
7. 현저한 유전성 범죄경향이 있는 정신장애
8. 기타 유전성 질환으로서 그 질환이 태아에게 미치는 발생빈도가 10% 이상의 위험성이 있는 질환

이를 근거로 충청남도의 장애인 시설인 충남정심원은 1974년 12월, 12명의 여성 원생에 대한 유전자 검사를 건의했으며, 여기에서 해당 원생이 불임수술 대상자로 보고되어 논란이 되었다.
1975년 4월 한국원자력연구소 측이 충남정심원의 해당 원생들의 피를 뽑아 유전성 여부를 조사했다. 검사결과 9명의 원생들은 자녀에게 유전적 장애를 유발할 수 있는 것으로 판명되었으며, 같은해 7월에 가족계획 심의위원회에서 최종적으로 결정되어 불임수술을 한 것으로 알려졌지만, 이에 대해 1999년 보건복지부 관계자는 관련 서류가 폐기되어 확인을 할 수 없다고 하였다.
이 규정에 의한 강제 불임화 규정은 1999년 2월 8일 폐지되었으며, 당시 한나라당 김홍신 의원에 의해 1983년부터 1998년까지 장애인 수용시설에 수용된 장애인에게 강제 불임수술이 이루어졌다는 의혹으로 정신지체장애인 시설을 조사한 결과 전국 60개 정신지체장애인 시설 중 8개 시설에서 남자 48명, 여자 27명(총 75명)의 정신지체장애인이 1983년부터 1998년까지 불임수술을 받았다는 것을 '장애인 불법.강제 불임수술 실태와 대책에 관한 조사보고서'를 통해 공개하였다. 이러한 강제 불임수술 과정에서는 관련 행정기관, 보건소, 대한가족계획협회도 개입한 것으로 드러났으며, 법으로 불임수술을 금지하고 있는 미혼상태에서 불임수술을 받은 장애인은 70명으로 장애인 시설에서는 이를 은폐하기 위해 이들끼리 결혼을 시키기도 하였다고 밝혔다. 이 보고서에 따르면 1975년 당시의 충남정심원의 여성 원생 12명에 대한 강제 불임화를 보건복지부는 불허했으며, 보건복지부 측은 강제 불임화 근거 조항에 따른 강제 불임화는 한건도 없었다고 밝혔다. 그럼에도 불구하고 충남정심원은 1985년, 1987년, 1990년 3차례에 걸쳐 정신지체 장애인 57명에 대해 집단으로 강제 불임수술을 시행했으며, 이를 불법적으로 시행했다고 한다. 당시 각 보건소에서는 가족계획 사업과 관련된 실적쌓기에 따른 불임수술의 목표량이 할당되었으며, 실적 우수자에게는 표창, 해외여행 등의 포상이 이뤄졌는데, 이에 의해 보건소에서 집단 수술이 가능한 사회복지시설을 주로 찾아가 강제 불임수술을 했다는 당시의 보건소 공무원의 주장이 있다. 강제 불임수술을 받은 당사자는 원생 100여명 중 3~4명을 제외하고는 모두 수술을 받았으며, 이 중에서는 17살 남자아이도 포함되어 있었다고 증언하였다.

### 일본
일본에서는 유전성 질환을 가진 환자에 대한 단종이 1940년 국민우생법(國民優生法)에서 규정되어 1941년부터 1945년 사이에 435건의 단종이 행해졌다.
한센씨병 환자에 대한 우생수술은 1915년에 시작, 후에 우생보호법으로 법률적 배경을 얻었다. 한센씨병 환자는 나예방법으로 강제 격리되어 요양소에서는 임신한 여성의 임신중절을 실시하고, 또 단종을 결혼의 조건으로 했다. 이 중에는 의사의 손에 의하지 않고, 간호사의 손으로 수술되기도 했다. 공표된 것만으로도 남성 2300명 이상, 여성 1252명이 단종을 받았다. 이들은 "본인 및 배우자의 동의"를 얻은 것으로 되어 있지만 강제격리된 환경에서의 동의가 얼마나 유효한 것인지 문제가 됐다.
1948년에 제정된 우생보호법은 유전성 질환뿐만 아니라 한센씨병이나 "유전성 이외의 정신병, 정신박약"을 가진 환자에 대한 단종이 정해졌다. 우생보호법에 따른 강제적인 우생수술은 1949년부터 1994년사이에 1만 6천건에 이르렀다. 단종은 남성에게도 여성에게도 행해졌지만 이 중 7할은 여성의 단종이었다. 동의에 의한 우생수술은 80만건 이상이었다. 우생보호법 제3조에서는 이하의 경우 본인 및 배우자의 동의를 얻어 의사가 우생수술을 행한다고 되어 있었다.
1. 본인 또는 배우자가 정신병, 정신박약, 유전성 정신병질, 유전성 질환 또는 유전성기형을 가진 경우
2. 본인 또는 배우자의 4촌 이내의 혈족 관계에 있는 자가 정신병, 정신박약, 유전성 정신병질, 유전성 질환 또는 유전성 기형을 가진 경우
3. 본인 또는 배우자가 나질환(한센씨병)에 걸린 것
4. 임신 또는 분만이 모체의 생명에 위험을 미칠 우려가 있는 것
5. 몇명의 아이를 가지고, 분만마다 모체의 건강도를 현저히 저하할 우려가 있는 것

우생보호법은 1996년의 개정으로 모체보호법으로 법명이 바뀌어 장애인 및 한센병 환자에 대한 강제적 우생수술에 관한 조문이 삭제된 만큼 현재는 본인 및 배우자의 동의없는 단종은 금지되어 있다.
우생보호법의 강제적 우생수술 관련 조문이 삭제되고 모체보호법으로 법명으로 바뀐 다음 해인 1997년에는 16520명에 달하는 사람들이 본인 혹은 가족의 동의없이 불임수술이 이뤄진 것이 '여성의 신체와 의료를 생각하는 모임(女のからだと医療を考える会)' 등 17개 민간단체가 당시 고이즈미 준이치로 후생대신에게 제출한 강제불임수술 피해자에 대한 사죄와 보상을 요구하는 요망서를 통해 드러났으며, 이와 관련하여 2018년 1월 강제불임수술의 피해자가 센다이 지방재판소에 손해배상 청구 소송을 제기했으며, 당시의 우생보호법에 의하여 진행된 불임수술은 총 25000여건이었으며, 이 중 동의없는 강제불임수술은 총 16475건에 이른다. 이와 관련한 강제불임수술의 피해자가 센다이 지방재판소에 손해배상 청구 소송을 제기했으며, 당시의 우생보호법에 의하여 진행된 불임수술은 총 25000여건이었으며, 이 중 동의없는 강제불임수술은 총 16475건에 이른다.

## 관련 법률

### 국제법
강제 불임은 1998년 국제형사재판소에 관한 로마 규정 제7조 인도에 반한 죄의 하나로 규정되어 있으며, 이는 국제형사재판소의 관할로 규정되어 있다. 2011년 이스탄불 협약(Istanbul Convention) 제39조에 의하여 강제불임은 금지되어 있다.

### 나라별 법률
아래는 강제 불임화의 근거가 된 관련 법률과 해당 조항으로 20세기만해도 존재하였지만 현재는 폐지된 법률이다.
- 독일
  - 유전병자손예방법(de:Gesetz zur Verhütung erbkranken Nachwuchses) 제1조 제1~2항: 1933년 제정된 법률로 유전병자의 자손이 중도(中度)의 질환을 가질 우려가 있다고 예상되는 경우 불임수술을 받을 수 있도록 하였다.
- 대한민국
  - 모자보건법 제15조: 1973년 제정 당시 제9조였다. 1986년 전부 개정된 법률에 의해 제15조로 바뀌었으며, 1999년에 폐지되었다.(현 제15조 조항은 산후조리업 신고조항) 의사가 환자를 진단한 결과 유전을 방지하기 위해 불임수술을 행하는 것이 공익상 필요하다고 인정할 때 보건복지부장관에게 보고하여야 하며, 보건복지부장관은 이 규정에 따른 보고를 받은때 대통령령이 정하는 바에 따라 의사를 지정하여 해당 환자에게 불임수술을 받을 수 있도록 하였다. 이러한 조항에 따른 강제 불임수술 관련 보고는 1975년에 있었지만, 실제로 이러한 조항에 의한 강제 불임수술은 이루어진 적이 없는 것으로 알려졌다.
- 일본
  - 모체보호법 제4조 ~ 제13조: 1996년까지 존재한 조항으로, 당시 우생보호법이라는 이름으로 시행되었다. 해당 조항에 따른 불임수술은 우생수술로 불렸으며, 이 기간 동안 조항에 따른 강제 불임수술이 이루어졌다.

## 관련 문헌
- 佐野誠 (1998). “ナチス「安楽死」計画への道程:法史的・思想史的一考察”. 《浜松医科大学紀要一般教育》 12: 1–34. NAID 110000494920. 다음 글자 무시됨: ‘和書’ (도움말)

## 같이 보기
- 우생학
- 미국의 우생학(Eugenics in the United States)
- 일본의 우생학(Eugenics in Japan)
- 나치 우생학(Medizin im Nationalsozialismus, Nazi eugenics)
- 미국의 단종법(Sterilization law in the United States)
- 캐나다의 강제 불임화(Compulsory sterilization in Canada)
- 살 가치가 없는 생명
- 안락사
- 장애인의 권리에 관한 협약